# Discografia de Anne-Marie
A discografia de Anne-Marie, uma cantora e compositora britânica, consiste em 1 álbum de estúdio, 1 extended plays (EP), 26 singles (incluindo 11 como artista convidada) e 2 single promocional. Ela alcançou boas posições com vários de seus singles no UK Singles Chart, incluindo "Rockabye" do Clean Bandit, com Sean Paul, que alcançou o primeiro lugar, bem como "Alarm", "Ciao Adios", "Friends" e "2002". Seu primeiro álbum de estúdio, Speak Your Mind, foi lançado em 27 de abril de 2018 e alcançou a posição de número três no UK Albums Chart.

## Álbuns

### Álbuns de estúdio
| Título          | Detalhes                                                                                            | Melhores posições nas tabelas | Melhores posições nas tabelas | Melhores posições nas tabelas | Melhores posições nas tabelas | Melhores posições nas tabelas | Melhores posições nas tabelas | Melhores posições nas tabelas | Melhores posições nas tabelas | Melhores posições nas tabelas | Melhores posições nas tabelas | Certificações                            |
| Título          | Detalhes                                                                                            | Reino Unido                   | AUS                           | AUT                           | CAN                           | ALE                           | IRL                           | ITA                           | NZL                           | SUI                           | EUA                           | Certificações                            |
| --------------- | --------------------------------------------------------------------------------------------------- | ----------------------------- | ----------------------------- | ----------------------------- | ----------------------------- | ----------------------------- | ----------------------------- | ----------------------------- | ----------------------------- | ----------------------------- | ----------------------------- | ---------------------------------------- |
| Speak Your Mind | - Lançamento: 27 de abril de 2018 - Gravadora: Major Tom's, Asylum - Formatos: CD, download digital | 3                             | 18                            | 14                            | 16                            | 24                            | 4                             | 78                            | 31                            | 10                            | 31                            | - Platina - Platina - : Ouro - : Platina |

### Extended plays
| Título | Detalhes                                                                                            |
| ------ | --------------------------------------------------------------------------------------------------- |
| Karate | - Lançamento: 10 de julho de 2015 - Gravadora: Major Tom's, Asylum - Formatos: CD, download digital |

## Singles

### Como artista principal
| Ano  | Canção                                                                               | Melhores posições nas tabelas | Melhores posições nas tabelas | Melhores posições nas tabelas | Melhores posições nas tabelas | Melhores posições nas tabelas | Melhores posições nas tabelas | Melhores posições nas tabelas | Melhores posições nas tabelas | Melhores posições nas tabelas | Melhores posições nas tabelas | Certificações | Álbum                            |
| Ano  | Canção                                                                               | Reino Unido                   | AUS                           | AUT                           | CAN                           | ALE                           | IRL                           | ITA                           | SUE                           | SUI                           | EUA                           | Certificações | Álbum                            |
| ---- | ------------------------------------------------------------------------------------ | ----------------------------- | ----------------------------- | ----------------------------- | ----------------------------- | ----------------------------- | ----------------------------- | ----------------------------- | ----------------------------- | ----------------------------- | ----------------------------- | --- | -------------------------------- |
| 2015 | "Karate"                                                                             | —                             | —                             | —                             | —                             | —                             | —                             | —                             | —                             | —                             | —                             | | Karate                           |
| 2015 | "Gemini"                                                                             | —                             | —                             | —                             | —                             | —                             | —                             | —                             | —                             | —                             | —                             | | Karate                           |
| 2015 | "Boy"                                                                                | —                             | —                             | —                             | —                             | —                             | —                             | —                             | —                             | —                             | —                             | | Não adicionado a nenhum álbum    |
| 2015 | "Do It Right"                                                                        | 90                            | 22                            | —                             | —                             | —                             | —                             | —                             | —                             | —                             | —                             | - ARIA: Ouro | Não adicionado a nenhum álbum    |
| 2016 | "Alarm"                                                                              | 16                            | 7                             | 26                            | 97                            | 27                            | 23                            | 36                            | 57                            | 62                            | —                             | - BPI: Platina - ARIA: 2× Platina - BVMI: Ouro - FIMI: Ouro - MC: Ouro - RIAA: Ouro                                                           | Speak Your Mind                  |
| 2017 | "Ciao Adios"                                                                         | 9                             | 80                            | 65                            | —                             | 23                            | 13                            | —                             | —                             | 64                            | —                             | - BPI: Platina - ARIA: Platina - BVMI: Ouro - FIMI: Ouro - IFPI SWI: Ouro                                                                     | Speak Your Mind                  |
| 2017 | "Either Way" (com Snakehips com part. de Joey Badass)                                | 47                            | 64                            | —                             | —                             | —                             | —                             | —                             | —                             | —                             | —                             | - BPI: Prata | Não adicionado a nenhum álbum    |
| 2017 | "Heavy"                                                                              | 37                            | —                             | —                             | —                             | —                             | 51                            | —                             | —                             | —                             | —                             | - BPI: Prata | Speak Your Mind                  |
| 2017 | "Then"                                                                               | 87                            | —                             | —                             | —                             | —                             | —                             | —                             | —                             | —                             | —                             | | Speak Your Mind                  |
| 2018 | "Friends" (com part. de Marshmello)                                                  | 4                             | 4                             | 1                             | 5                             | 1                             | 3                             | 23                            | 5                             | 4                             | 11                            | - BPI: 2× Platina - ARIA: 2× Platina - BVMI: Platina - FIMI: Platina - IFPI AUT: Ouro - IFPI SWI: Platina - MC: 3× Platina - RIAA: 2x Platina | Speak Your Mind                  |
| 2018 | "2002"                                                                               | 3                             | 4                             | 9                             | 49                            | 18                            | 2                             | —                             | 30                            | 18                            | —                             | - BPI: 2× Platina - ARIA: 4× Platina - BVMI: Ouro - IFPI AUT: Ouro - IFPI SWI: Platina - MC: Platina - RIAA: Platina - KMCA: Platina          | Speak Your Mind                  |
| 2018 | "Perfect to Me"                                                                      | 41                            | —                             | —                             | —                             | —                             | 34                            | —                             | —                             | —                             | —                             | - BPI: Prata | Speak Your Mind                  |
| 2018 | "Rewrite the Stars" (com part. de James Arthur)                                      | 7                             | 67                            | —                             | —                             | 100                           | 12                            | —                             | 27                            | 44                            | —                             | - BPI: Platina - RIAA: Ouro | The Greatest Showman: Reimagined |
| 2020 | "Birthday"                                                                           | 36                            | —                             | —                             | —                             | —                             | 43                            | —                             | —                             | —                             | —                             | - BPI: Prata | Não adicionado a nenhum álbum    |
| 2020 | "Her"                                                                                | —                             | —                             | —                             | —                             | —                             | —                             | —                             | —                             | —                             | —                             | | Não adicionado a nenhum álbum    |
| 2020 | "To Be Young" (com part. de Doja Cat)                                                | 74                            | —                             | —                             | —                             | —                             | 73                            | —                             | —                             | —                             | —                             | | Não adicionado a nenhum álbum    |
| 2020 | "Problems"                                                                           | —                             | —                             | —                             | —                             | —                             | —                             | —                             | —                             | —                             | —                             | | Não adicionado a nenhum álbum    |
| 2021 | "Don't Play"                                                                         | —                             | —                             | —                             | —                             | —                             | —                             | —                             | —                             | —                             | —                             | | Não adicionado a nenhum álbum    |
|      | "—" denota canções que não entraram nas tabelas ou não foram lançados no território. |                               |                               |                               |                               |                               |                               |                               |                               |                               |                               | |                                  |

### Como artista convidada
| Ano                                                                                  | Canção                                                                     | Melhores posições nas tabelas | Melhores posições nas tabelas | Melhores posições nas tabelas | Melhores posições nas tabelas | Melhores posições nas tabelas | Melhores posições nas tabelas | Melhores posições nas tabelas | Melhores posições nas tabelas | Melhores posições nas tabelas | Melhores posições nas tabelas | Certificações | Álbum                                      |
| Ano                                                                                  | Canção                                                                     | Reino Unido                   | AUS                           | AUT                           | CAN                           | HOL                           | IRL                           | ITA                           | SUE                           | SUI                           | EUA                           | Certificações | Álbum                                      |
| ------------------------------------------------------------------------------------ | -------------------------------------------------------------------------- | ----------------------------- | ----------------------------- | ----------------------------- | ----------------------------- | ----------------------------- | ----------------------------- | ----------------------------- | ----------------------------- | ----------------------------- | ----------------------------- | --- | ------------------------------------------ |
| 2015                                                                                 | "Rumour Mill" (Rudimental com part. de Anne-Marie e Will Heard)            | 67                            | 68                            | —                             | —                             | —                             | —                             | —                             | —                             | —                             | —                             | - BPI: Prata | We the Generation                          |
| 2015                                                                                 | "Alright with Me" (Wretch 32 com part. de Anne-Marie e PRGRSHN)            | —                             | —                             | —                             | —                             | —                             | —                             | —                             | —                             | —                             | —                             | | Não adicionado a nenhum álbum              |
| 2016                                                                                 | "Catch 22" (Illy com part. de Anne-Marie)                                  | —                             | 11                            | —                             | —                             | —                             | —                             | —                             | —                             | —                             | —                             | - ARIA: Platina | Two Degrees                                |
| 2016                                                                                 | "Rockabye" (Clean Bandit com part. de Sean Paul e Anne-Marie)              | 1                             | 1                             | 1                             | 4                             | 1                             | 1                             | 1                             | 1                             | 1                             | 9                             | - BPI: 3× Platina - ARIA: 5× Platina - BVMI: 2× Platina - FIMI: 6× Platina - IFPI AUT: Platina - IFPI SWI: 2× Platina - MC: 6× Platina - RIAA: Platina | What Is Love?                              |
| 2017                                                                                 | "Remember I Told You" (Nick Jonas com part. de Anne-Marie e Mike Posner)   | 97                            | 89                            | —                             | 96                            | —                             | —                             | —                             | 92                            | —                             | —                             | | Não adicionado a nenhum álbum              |
| 2017                                                                                 | "Bridge over Troubled Water" (com part. de Artists for Grenfell)           | 1                             | 53                            | 32                            | —                             | —                             | 25                            | —                             | —                             | 28                            | —                             | - BPI: Prata | Não adicionado a nenhum álbum              |
| 2017                                                                                 | "Besándote" (Remix) (Piso 21 com part. de Anne-Marie)                      | —                             | —                             | —                             | —                             | —                             | —                             | —                             | —                             | —                             | —                             | | Não adicionado a nenhum álbum              |
| 2018                                                                                 | "Let Me Live" (Rudimental e Major Lazer com part. de Anne-Marie e Mr Eazi) | 42                            | 77                            | —                             | —                             | —                             | 43                            | —                             | —                             | 99                            | —                             | - BPI: Prata - ARIA: Ouro | Toast to Our Differences                   |
| 2018                                                                                 | "Don't Leave Me Alone" (David Guetta com part. de Anne-Marie)              | 18                            | 43                            | 26                            | 66                            | 32                            | 16                            | 67                            | 25                            | 43                            | —                             | - BPI: Prata - ARIA: Platina - MC: Ouro | 7                                          |
| 2019                                                                                 | "Fuck, I'm Lonely" (Lauv com part. de Anne-Marie)                          | 32                            | 19                            | 48                            | 70                            | 80                            | 15                            | —                             | 49                            | 53                            | —                             | - BPI: Prata - ARIA: Platina | 13 Reasons Why: Season 3 e How I'm Feeling |
| 2020                                                                                 | "Times Like These" (como parte do Live Lounge Allstars)                    | 1                             | —                             | —                             | —                             | —                             | —                             | —                             | —                             | —                             | —                             | - BPI: Prata | Não adicionado a nenhum álbum              |
| 2020                                                                                 | "Come Over" (Rudimental com part. de Anne-Marie e Tion Wayne)              | —                             | —                             | —                             | —                             | —                             | —                             | —                             | —                             | —                             | —                             | | ASA                                        |
| "—" denota canções que não entraram nas tabelas ou não foram lançados no território. |                                                                            |                               |                               |                               |                               |                               |                               |                               |                               |                               |                               | |                                            |

### Singlespromocionais
| Ano  | Canção | Álbum           |
| ---- | ------ | --------------- |
| 2016 | "Peak" | Speak Your Mind |

## Outras canções que entraram nas tabelas
| Ano  | Canção                  | Melhores posições nas tabelas | Melhores posições nas tabelas | Álbum           |
| Ano  | Canção                  | IRL                           | NZLHeat.                      | Álbum           |
| ---- | ----------------------- | ----------------------------- | ----------------------------- | --------------- |
| 2018 | "Can I Get Your Number" | —                             | 10                            | Speak Your Mind |
| 2018 | "Trigger"               | 59                            | —                             | Speak Your Mind |

## Aparições em álbuns
| Ano  | Canção                                                                        | Álbum             |
| ---- | ----------------------------------------------------------------------------- | ----------------- |
| 2014 | "Elevate" (Gorgon City com part. de Anne-Marie)                               | Sirens            |
| 2014 | "Try Me Out" (Gorgon City com part. de Anne-Marie)                            | Sirens            |
| 2015 | "Love Ain't Just a Word" (Rudimental com part. de Anne-Marie e Dizzee Rascal) | We the Generation |
| 2015 | "Foreign World" (Rudimental com part. de Anne-Marie)                          | We the Generation |
| 2015 | "All That Love" (Rudimental com part. de Anne-Marie)                          | We the Generation |
| 2018 | "Should've Known Better" (Clean Bandit com part. de Anne-Marie)               | What Is Love?     |

## Créditos de composição
| Ano  | Artista     | Álbum    | Canção                                      | Escrita com: |
| ---- | ----------- | -------- | ------------------------------------------- | --- |
| 2018 | MNEK        | Language | "Colour" (com part. de Hailee Steinfeld)    | Uzoechi Emenike, Raoul Chen, Arthur Hamilton                                                                            |
| 2019 | Sigala      | ASA      | "We Got Love" (com part. de Ella Henderson) | Bruce Fielder, Joakim Jarl, Thomas Jules, Derrick May, Michael James, Nicholas Gale, Gabriella Henderson, Janee Bennett |
| 2020 | Demi Lovato | ASA      | "I Love Me"                                 | Demetria Lovato, Alex Niceforo, Keith Sorrells, Sean Douglas, Warren Felder                                             |